# R. H. Tawney
Richard Henry "R. H." Tawney (Calcutá, Índia, 30 de novembro de 1880 — Londres, 16 de janeiro de 1962) foi um historiador econômico, crítico social,  e socialista cristão inglês. e um proponente importante da educação de adultos. O The Oxford Companion to English Literature (1997) cita que Tawney teve um "impacto significativo" em todos esses papéis inter-relacionados".

## O historiador acadêmico
Primeiro importante trabalho como historiador foi The Agrarian Problem in the Sixteenth Century (1912).  De 1917 a 1931, foi professor na London School of Economics (LSE). Em 1926, ele ajudou a fundar a Sociedade de História Econômica com Sir William Ashley, entre outros, e se tornou o editor conjunto de sua revista, The Economic History Review.
De 1931 até sua aposentadoria em 1949, ele foi professor de história econômica na LSE e Professor Emérito depois de 1949. Ele era Doutor Honoris Causa das universidades de Oxford, Manchester, Birmingham, Sheffield, Londres, Chicago, Melbourne e Paris.
As obras históricas de Tawney refletem suas preocupações éticas e com a história econômica. Ele era profundamente interessado na questão agraria na zona rural inglesa durante os séculos XVI e XVII e, na tese de Max Weber sobre a relação entre o surgimento do protestantismo e a ascensão do capitalismo.
Religion and the Rise of Capitalism (1926) foi a sua obra clássica e fez sua reputação como um historiador. Ele explorou a relação entre o protestantismo e o desenvolvimento econômico nos séculos XVI e XVII. Tawney "lamentou a divisão entre o comércio e a moralidade social provocada pela Reforma Protestante, levando a subordinação da doutrina cristã para a busca da riqueza material".

## Crítica social
Dois dos livros de Tawney destacam-se pela crítica social: The Acquisitive Society (1920), e Equality em  (1931). No primeiro, um de seus mais lidos livros, ele criticou o individualismo egoísta da sociedade moderna. O capitalismo, ele insistiu, incentiva a ganância e, assim, corrompe todos. No último livro, Tawney defende uma sociedade igualitária.
Em 1906, Tawney ingressou na Sociedade Fabiana que defendia uma mudança gradual para o socialismo em vez de uma mudança revolucionária, sendo eleito como membro executivo para o biênio 1921-1933.

## Obras
- The Agrarian Problem in the Sixteenth Century (1912), London: Longman, Green and Co.
- The Acquisitive Society (1920), New York, Harcourt Brace and Howe (1920); Mineola, NY, Dover (2004) ISBN 0-486-43629-2
- Secondary Education for All (1922)
- Education: the Socialist Policy (1924)
- Religion and the Rise of Capitalism (1926), Mentor (1953) ISBN 0-7658-0455-7, Peter Smith (1962)
- Equality (1931) ISBN 0-04-323014-8
- Land and Labour in China (1932).
- The Radical Tradition: Twelve Essays on Politics, Education and Literature, (1964), Harmondsworth, Penguin, ISBN 0-14-020834-8